# Tillabéri

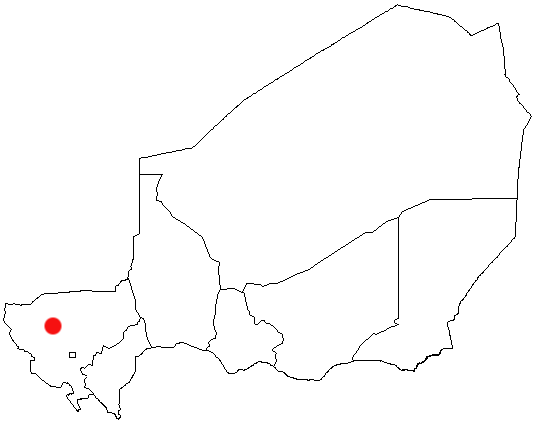
Położenie Tillabéry w Nigrze

Tillabéri – miasto w Nigrze. Stolica departamentu Tillabéri. Według danych szacunkowych na rok 2013 liczy 32 092 mieszkańców.
W mieście znajduje się stadion Stade de Tillabéri oraz port lotniczy.